# PASMO

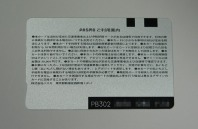
PASMO (뒷면)

PASMO(파스모)는 2007년 3월 18일부터 서비스를 시작한 주식회사 파스모가 발행하는 자동 제어 규격 / 비접촉식 IC 카드 방식의 대중교통 카드 · 전자 화폐이다. 일부 사업자 · 노선 · 지역을 제외한 간토 지방과 야마나시 현, 시즈오카 현 동부 철도 · 노선 버스 등에서 사용할 수 있다.
상호호환인 SUICA 와는 다르게 환불시 별도의 수수료가 부과되지 않으며, 환불은 도영지하철, 도쿄메트로, 게이세이전철 등에서 가능하며 JR히가시니혼에서는 환불이 불가능하다.

## 판매 방식
아래 사업자의 역에서 구입할 수 있다. 발매 금액은 1000 엔, 2000 엔, 3000 엔, 4000 엔, 5000 엔, 10000 엔이며, 보증금 500 엔이 포함되어있다.
일반적으로 Suica 판매 기계색이 핑크색이라고 여행객들에게 알려져 있다.
(별도의 세금은 부과하고있지 않다.)

## 도입 사업자(전철)
- 이즈하코네 철도 다이유잔 선
- 에노시마 전철
- 오다큐 전철
- 간토 철도
- 게이오 전철
- 게이세이 전철
- 게이힌 급행 전철
- 사이타마 고속 철도
- 사가미 철도
- 수도권 신도시 철도(쓰쿠바 익스프레스)
- 신케이세이 전철
- 세이부 철도
- 다마 도시 모노레일
- 지바 도시 모노레일
- 도쿄 급행 전철
- 도쿄 지하철(도쿄메트로)
- 도쿄 도 교통국(도에이 지하철, 노면전차 아라카와 선, 닛포리·도네리 라이너)
- 도부 철도
- 도요 고속 철도
- 하코네 등산 철도
- 호쿠소 철도
- 마이하마 리조트 라인(디즈니 리조트 라인)
- 유리카모메
- 요코하마 고속 철도
- 요코하마 시 교통국
- 요코하마 Seaside Line

## 상호 이용 가능한 카드
- Suica
- Kitaca
- TOICA
- manaca
- ICOCA
- PiTaPa
- SUGOCA
- nimoca
- 하야카켄

상호 이용으로 수도권, 삿포로, 센다이, 니가타, 나고야, 오사카, 후쿠오카 근교의 JR 선에서 유효하다.
신칸센은 이용할 수 없다.
나고야, 교토, 오사카, 고베, 후쿠오카 지하철에서도 유효하다.